# Workers First Union
Die Workers First Union ist eine Gewerkschaft für Beschäftigte aller Berufsgruppen in Neuseeland.

## Geschichte
Die Workers First Union hatte ihren Vorläufer in der am 15. Mai 1991 offiziell registrierten Gewerkschaft mit dem Namen Northern Distribution Union. Am 1. März 1993 wurde die Organisation per Registrierung in National Distribution Union umbenannt und am 6. Oktober 2011 dann als FIRST Union registriert. Dem war allerdings der Zusammenschluss der National Distribution Union (NDU) mit der Finance Sector Union of New Zealand (Finsec) vorausgegangen. Viel unterschiedlicher hätten die beiden Gewerkschaften nicht sein können. Während die NDU ihre Mitglieder im Bereich des Einzelhandels, des Vertriebs und der Textilindustrie hatte, steuerte die Finsec Mitglieder aus dem Bank- und Finanzwesen hinzu. Damit schien klar zu sein, dass die neue Gewerkschaft offen für möglichst alle Berufsgruppen sein sollte. Auf dem Annual General Meeting der FIRST Union im Dezember 2024 entschieden dann die Delegierten, die Gewerkschaft in Workers First Union umzubenennen was noch am 5. Dezember des Jahres offiziell durch Registrierung geschah.

## Gewerkschaft heute
Die Workers First Union zählte Stand Juni 2024 etwas mehr als 31.800 Mitglieder und konnte neben ihrem Hauptsitz in Auckland vierzehn weitere Büros übers gesamte Land verteilt unterhalten. Unter ihnen wurde das Büro in Wellington neben dem Main Office in Auckland als Central Office geführt.
Über die Webseite wurden Stand Mai 2025 folgende Berufszweige adressiert: Ambulance Professionals, Bus Drivers, Fashion, Forestry and Wood, Finance, Food and Banking, Logistics, Oil, Gas and Chemical, Pharmacies, Retail, Roading and Construction, Supermarket, Textile and Clothing Workers, Transport, Uber Drivers, Waste and Recycling, Veterinary Nurses und In Society.

## Gewerkschaftszeitung
Die erste Ausgabe der Gewerkschaftszeitung Workers First erschien im Jahr 2018, seinerzeit noch mit 24 Seiten. Nach 20 Ausgaben wurde aus dem Projekt einer Zeitung bzw. eines Magazins eher ein Flyer, der zwei bis vier Seiten umfasst.